# Holistophallus peregrinus
Holistophallus peregrinus är en mångfotingart som beskrevs av Filippo Silvestri 1909. Holistophallus peregrinus ingår i släktet Holistophallus och familjen Holistophallidae. Inga underarter finns listade i Catalogue of Life.